# Citnos
Citnos o Kythnos (en grec: Κύθνος, Kithnos; antigament també Thermià, en grec: Θερμιά) és una illa grega que pertany al grup de les Cíclades; està situada entre Kea i Sèrifos. Conforma una unitat perifèrica juntament amb Kea i altres illots, dins la perifèria de l'Egeu Meridional.
La capital de l'illa és la vila de Messarià (en grec: Μεσαριά), anomenada també Khora (en grec: Χώρα, 'vila'), té uns 500 habitants i és situada a la part nord de l'interior de l'illa. Una mica al sud es troba la segona població, Driopida (en grec: Δρυοπίδα), anomenada també Khorió (en grec: Χωριό, diminutiu de Khora), i té uns 300 habitants. El port, Mèrikhas (en grec: Μέριχας), es troba a la costa occidental, a poca distància de Messarià i Driopida. A la costa oriental hi ha dues petites localitats costaneres, Kanala i Lutrà; aquesta darrera acull unes fonts termals naturals que són el motiu per què, a partir de l'edat mitjana, l'illa fos coneguda també com a Thermià. L'illa és coneguda especialment per la platja de Kolona, una línia de sorra que comunica l'illa amb un illot.
A l'antiguitat va ser una illa de poca importància; el personatge més famós va ser el pintor Cídies. L'antiga polis era situada a la costa occidental, entre Kolona i Mèrikhas, i les seves ruïnes reben el nom de Vryokastro o Hebreokastro (grec: Βρυόκαστρο), on es poden veure les murades i altres restes.

## Història

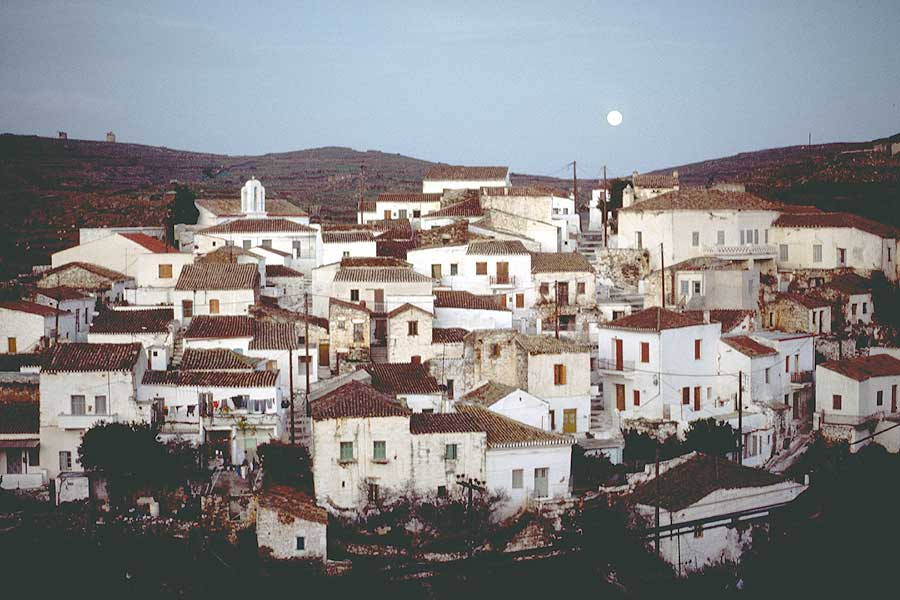
Vista de Driòpida, uns dels pobles de l'illa

### Antiguitat
Heròdot diu que, a l'edat heroica, va ser colonitzada pels dríops, que la van anomenar Driòpida. En època històrica, era poblada per jonis, i l'illa constituïa una polis independent, amb centre urbà a l'oest de l'actual Khora. Durant les guerres mèdiques, l'illa va enviar un trirrem i un pentecònter a la batalla de Salamina, i després de la guerra del Peloponès va ser aliada d'Atenes junt amb altres illes de l'Egeu, però mai va ser ni gaire rica ni una gran potència. La seva constitució política va cridar l'atenció d'Aristòtil. L'illa era coneguda principalment pels seus excel·lents formatges, diuen Plini el Vell i Esteve de Bizanci.
Durant la Segona Guerra Macedònica entre Macedònia i Roma, l'any 200 aC, una guarnició macedònica la va ocupar i Àtal I de Pèrgam i els rodis la van assetjar però no la van poder ocupar, segons que explica Titus Livi. Després de la mort de l'emperador Neró un fals Neró va aparèixer a aquesta illa i va reunir a molts adeptes, però la va mantenir poc temps sota el seu poder. Va continuar en mans de Roma i Constantinoble.

### Edat mitjana
L'any 1205 va passar a Venècia i va formar part del Ducat de Naxos. El 1279 va ser una de les illes que va ocupar la marina romana d'Orient dirigida pel megaduc Licari i va quedar sota sobirania romana d'Orient fins que el 1307 Giannoulis da Corogna, un cavaller de l'orde de Sant Joan, amb un grup de soldats, va ocupar les illes de Sifnos i Citnos, es va declarar independent de Naxos i de Constantinoble. Giannoulis va abandonar l'orde anomenant-se senyor sobirà de Sifnos i Citnos. Els Corogna van regir l'illa de Citnos i la de Sifnos fins que el darrer de la família va morir l'any 1464. L'hereva Marietta da Corogna es va casar amb Nikolaos Goranides (Nicolò I Gozzadini), que es va convertir en senyor d'aquelles possessions.
Caterina, filla d'Àngel II Gozzadini senyor de Sifnos i Citnos (mort el 1464) es va casar el 1462 amb el duc de Naxos Jaume III Crispo (duc 1463-1480) i va tenir dues filles: el 1463 a Fiorenza que va ser senyora de Namfios, de Santorí el 1479, i de Paros el 1520 (va morir el 1528); i el 1466 a Petronela. Més tard Adriana, filla de Nicolo II Gozzadini, senyor de Sifnos i Kitnos es va casar amb Joan IV Crispo (duc de Naxos 1517-1544); al segle xvi la filla el senyor Àngel III Gozzadini de Sifnos i Kitnos, Fiorenza Gozzadini, es va casar amb Francesc IV Crispo, hereu del ducat de Naxos i duc associat (1536-1544) i van tenir una filla Fiorenza Gozzadini. El 1537 Barba-rossa va ocupar l'illa de Sifnos, però no Citnos que des de llavors va haver de pagar tribut. El 1568 Nicolò III Gozzadini va recuperar Sifnos i va ser senyor de les illes fins a la seva mort el 1579. Els Gozzadini van conservar les illes fins al 1617 quan els otomans les van ocupar.

### Modernitat
A partir de l'edat mitjana fou coneguda pel nom de Thermià (grec: Θερμιά), per unes aigües termals al nord-est. Amb la creació del regne de Grècia i la incorporació de l'illa el 1821, l'estat imposà la recuperació del nom antic, grec: Κύθνος Kýthnos.